# Hubert Broad
Hubert Standford Broad (Watford, 18 maggio 1897 – Basingstoke, 30 luglio 1975) è stato un aviatore e militare britannico, affermatosi come pilota sportivo e collaudatore nel corso degli anni venti e trenta del XX secolo. Nel 1925 prese parte alla Coppa Schneider per idrovolanti ad alta velocità tenutasi a Baltimora, negli Stati Uniti d'America, classificandosi al secondo posto su velivolo Gloster III.

## Biografia
Nacque ad Aston Lodge, Watford, nell'Hertfordshire il 18 maggio 1897, figlio di Thomas, di professione solicitor, e Amelia Coles. Educato presso il St. Lawrence College di Ramsgate, nel Kent, conseguì il brevetto di pilota nel 1915 presso la Hall School of Flying di Hendon. Volando su un velivolo monomotore Caudron dotato di motore Anzani da 35 hp conseguì il brevetto n. 2.044, dopo di che si arruolò nel Royal Naval Air Service a Eastchurch. Al termine dell'addestramento venne mandato in zona di operazioni in forza al No.3 Squadron RNAS di stanza a Dunkerque, in Francia, equipaggiato con i caccia Sopwith Pup. Rimasto ferito al collo nel corso di una missione di scorta ai bombardieri BE.2, ritornò in Inghilterra per diventare istruttore mentre si trovava in convalescenza.
Per il suo secondo ciclo operativo venne distaccato al No.46 Squadron del Royal Flying Corps, dotato dei caccia Sopwith Camel. Dopo la fine della grande guerra, divenne istruttore presso la Fighter Pilots Flying School di Fairlop.
Dopo aver lasciato il RNAS andò a lavorare per la Avro, e nel 1920 andò negli Stati Uniti d'America con due velivoli della ditta esibendosi in numerose manifestazioni aeree. Nel 1921 arrivò al primo posto nell'Aerial Derby tenutosi intorno a Londra, battendo un Sopwith Camel. Ciò attirò l'attenzione della De Havilland che nell'ottobre 1921 lo assunse come capo collaudatore presso l'aeroporto di Stag Lane. Data la scarsità di esperti piloti collaudatori, fu incaricato di pilotare una vasta gamma di aerei De Havilland oltre Handley Page e Gloster Aircraft Company.
Nel 1925 prese parte all'edizione della Coppa Schneider tenutasi a Baltimora, negli USA, e fu l'unico pilota britannico a partecipare alla competizione. Volando su un idrovolante Gloster III si classificò al secondo posto dietro al vincitore, un pilota dell'esercito americano, James Doolittle. 
Presso la de Havilland eseguì molti voli dimostrativi, e partecipò a molte gare aeree e a varie competizioni per pubblicizzare gli aerei costruiti dalla ditta. Nel 1926 vinse la King's Cup Air Race su un velivolo De Havilland DH.60 Moth. Nel 1928 partecipò al Concorso Internazionale di aviazione leggera in Francia, classificandosi al terzo posto. L'anno successivo arrivò al secondo posto nel FAI Tourist Plane Contest-Challenge International de Tourisme 1929. Nella successiva Challenge International de Tourisme 1930 si classificò ottavo assoluto (completando la sezione rally al 1º posto).
Nel 1935 lasciò la De Havilland per andare a lavorare presso il Royal Aircraft Establishment come pilota collaudatore. Nel 1939 pubblicò un libro sul tema del volo: Flying wisdom; a book of practical experiences and their lessons. Nel 1940 ritornò all'industria privata come pilota collaudatore presso la Hawker Aircraft, divenendo responsabile della prova in volo degli aerei da caccia monoposto che lasciavano la linea di produzione. Fu nominato Membro dell'Ordine dell'Impero Britannico per il suo lavoro come pilota collaudatore alla Hawker.
Si spense il 30 luglio 1975 presso la propria casa a Basingstoke. Durante la sua carriera volò per un totale di 7 500 ore, su 200 diversi tipi di velivolo.

### Annotazioni
1. ↑  Tra di essi: Handley Page W.10, Handley Page Hendon, Handley Page Handcross, Parnall Pipit, Sauders A.10 Fighter, Gloster II, Gloster III, Gloster Grebe, De Havilland DH.60 Moth, De Havilland DH.71 Tiger Moth Racer, ecc.

### Fonti
1. 1 2 3 4 5 6 7 8 9 10 11 12 13 14   Hubert Broad, in Flight International, 7 agosto 1975,  p. 172. URL consultato il 17 gennaio 2019.
2. 1 2 3   Britain's Test Pilots No. 2 Capt. H.S. Broad, in Flight International, 28 marzo 1946,  p. 314. URL consultato il 17 gennaio 2019.
3. ↑  Franks 2005, p. 32.
4. 1 2  James 1971, p. 127.
5. ↑  (EN) The London Gazette (PDF), n. 36547, 2 June 1944.